# Ponte de Adão

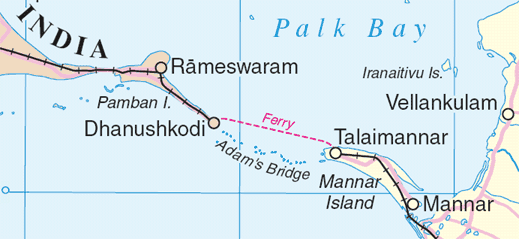
Ponte de Adão

A ponte de Adão, Ponte de Rama ou Setubandha, (em tâmil: ஆதாம் பாலம் āthām pālam) é uma cadeia de bancos de areia de material calcário que se estende entre a ilha de Manar, perto da costa noroeste do Sri Lanca, até à ilha Pamban onde se encontra a cidade de Rameswaram, na costa de Coromandel, em Tâmil Nadu, e situada entre o golfo de Manar a sudoeste e o estreito de Palk a nordeste. Com cerca de 48 km de comprimento, é um escolho muito perigoso para a navegação. Alguns bancos de areia emergem e nenhuma parte do banco de areia atinge profundidades superiores a 1,2 m na maré alta, exceto três canais de difícil travessia, mas que evitam contornar toda a ilha de Ceilão. O mar é, assim, muito raso na zona, e por isso o governo indiano tem um megaprojeto que consistem em dragar as partes mais rasas e criando um canal seguro para a navegação, que iria destruir a ponte. A opinião pública nos dois países opõe-se, em geral, a esta obra.
A ponte de Adão também é chamada ponte de Rama porque está escrito no Ramáiana que foi construída para permitir a Rama atingir a ilha de Lanca onde a sua esposa Sita estava prisioneira do rei-demónio Ravana.
Em 2002, imagens de satélite da NASA mostraram a materialização de um antigo istmo e tiveram tal repercussão na Índia que um porta-voz da organização americana fez a seguinte declaração:
« as imagens (...) podem ser nossas, mas a sua interpretação não é seguramente nossa (...). As imagens de deteção remota em órbita não podem fornecer informações diretas sobre a origem ou idade de um grupo de ilhas, e não indicam certamente se houve humanos implicados na produção de tal estrutura. »

## Origem do nome
A ponte foi mencionada por ibne Cordadebe no seu Livro de Estradas e Reinos (c. 850) chamando-lhe Set Bandhai ou "Ponte do Mar". Mais tarde surge referida em trabalhos do século XI, por Al-Biruni.
O nome Ponte de Adão provavelmente provém de uma lenda islâmica, de acordo com a qual Adão teria usado a ponte para atingir o Pico de Adão no Sri Lanca, onde ficou apoiado sobre um só pé durante um milhar de anos, deixando uma grande marca que se assemelha a uma pegada. Tanto o pico como a ponte receberiam pois o nome de Adão por causa desta lenda.
O nome Ponte de Rama ou Rama Setu (sânscrito; setu: ponte) foi dado a esta ponte de baixios em Rameshwaram, na mitologia hindu identificando-a com a ponte construída pelo exército de Rama formado por homens-macacos ditos Vanara, usado para chegar ao Ceilão para salvar a sua esposa Sita do rei Rakshasa, Ravana, como descreve o épico sânscrito Ramáiana.
O mar que separa Índia e Ceilão é chamado Sethusamudram "Mar da Ponte". Mapas de um cartógrafo neerlandês de 1747, disponíveis em Tanjore na biblioteca Saraswathi Mahal designam a área de Ramancoil, forma coloquial do termo tamil Raman Kovil (templo de Rama) Outro mapa da Índia Mogol de J. Rennel em 1788, na mesma biblioteca, chama a área de "Rama Temple" Many other maps in Schwartzberg's historical atlas e outras fontes chamam à área nomes como Koti, Sethubandha e Sethubandha Rameswaram, entre outros. Valmiki Ramayan chamou à ponte construída por Rama Setu Bandhanam no verso 2-22-76.
O mapa mais antigo que chama à zona "Ponte de Adão" foi concebido por um cartógrafo britânico em 1804.

## História geológica
Estudos diversos descreveram a estrutura como uma cadeia de barras, recifes de coral, um tergo formado pelo estreitamento da crosta, ou um duplo tômbolo, ou um cordão litoral. Tem sido referido que esta "ponte" foi em tempos o maior tômbolo do mundo antes de se dividir numa sequência de barras pela subida do nível médio das águas do mar há alguns milhares de anos. O processo geológico que lhe deu origem também tem sido atribuído à movimentação da crosta, falhas tectónicas, e atividade no manto mas outras teorias atribuem a origem à contínua deposição de areia e ao processo natural de sedimentação que formam os cordões litorais com a subida do nível do mar. Uma outra teoria afirma que a origem e linearidade da "ponte" se devem à antiga linha de costa — implicando que as duas massas terrestres de Índia e Ceilão estariam então ligadas — e onde os recifes de coral se desenvolveram. O Marine and Water Resources Group of Space Application Centre, ISRO", que usa dados de deteção remota, sem verificação no terreno, concluiu que a ponte de Adão inclui 103 pequenos recifes dispostos em padrão linear com cristas (parte achatada, emergente — em especial na maré baixa — ou quase emergente de um recife), depósitos arenosos (acumulações de material arenoso disperso e pedra litorânea) e canais mais fundos, intermitentes. Os recifes de coral são designados em vários estudos como atóis alongados.
Índices geológicos parecem mostrar que a ponte de Adão foi um istmo contínuo. Crónicas indicam que uma brecha foi aberta na "ponte" que hoje existe em 1480, por uma violenta tempestade.
Alguns geólogos argumentam que esta estrutura é natural enquanto outros sustentam que é feita por mão humana. O Supremo Tribunal de Madrasta afirmou numa ocasião que a estrutura era artificial, enquanto o governo indiano argumenta que não há qualquer prova história de que a "ponte" tenha sido construída por Rama, em apoio ao seu plano de promover o Projeto do Canal de Navegação de Sethusamudram.

## Navegação na ponte de Adão
Desde 1838 têm sido feitos trabalhos para melhorar a navegação entre os bancos de areia. Por volta de 1910, foi feita uma tentativa pela South Indian Railway de construir uma ligação ferroviária direta entre a Índia e Ceilão, por um viaduto, mas nunca foi iniciada tal obra.
Houve uma ligação ferroviária, a Indo-Ceylan express, entre Índia e Sri Lanca, até 1965, que ligava Madrasta a Colombo, com uma parte feita por barco junto à ponte de Adão. Nesse ano, um ciclone destruiu uma grande parte da via em Dhanushkodi. Estes estragos nunca foram reparados e hoje as vias terminam perto de Rameswaram.
Recentemente, o governo indiano aprovou o Sethusamudram Ship Canal Project que visa criar um canal para os navios atravessarem o estreito de Palk. Está previsto dragar o fundo oceânico perto de Danushkodi, a última localidade indiana no extremo da península, de modo a criar um espaço seguro que permita aos navios passar por esse canal em vez de contornar a ilha de Ceilão, evitando assim cerca de 30 horas de navegação correspondentes a 400 quilômetros de contorno. Um projeto desta natureza fora concebido pela primeira vez pelo comandante A.D. Taylor dos Indian Marines em 1860 e teria sido depois retomado muitas vezes.

## Galeria

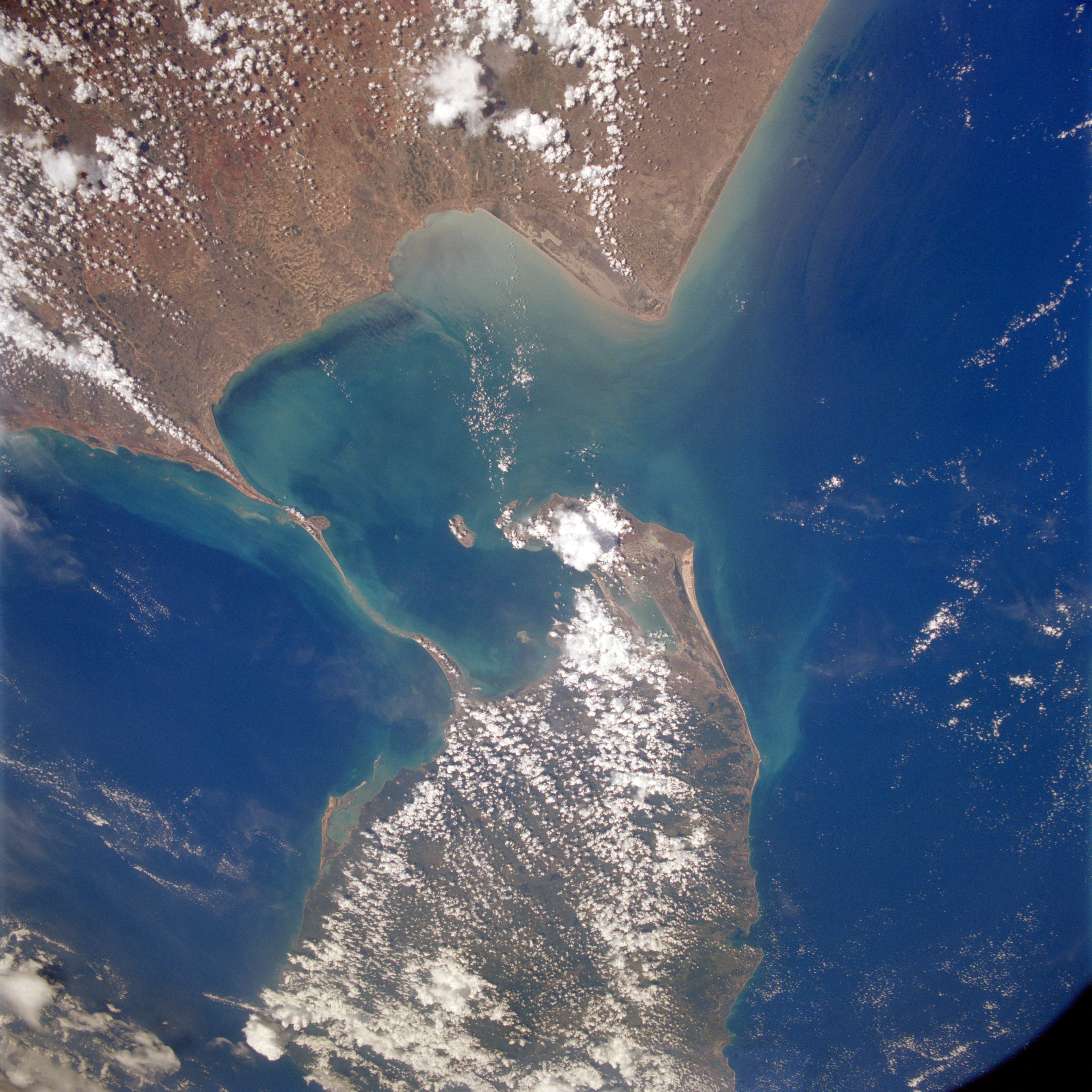
Índia a norte, Sri Lanca a sul
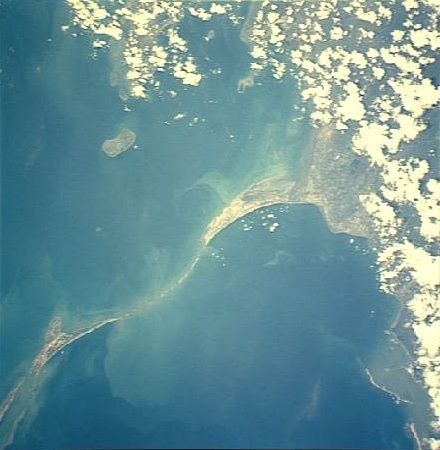
Vista geral
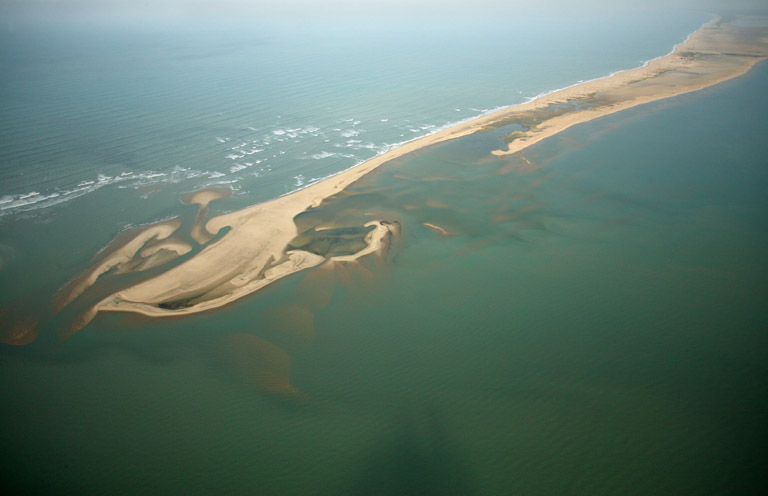
Ilha de Danush Kodi, fim do subcontinente indiano frente ao Sri Lanca
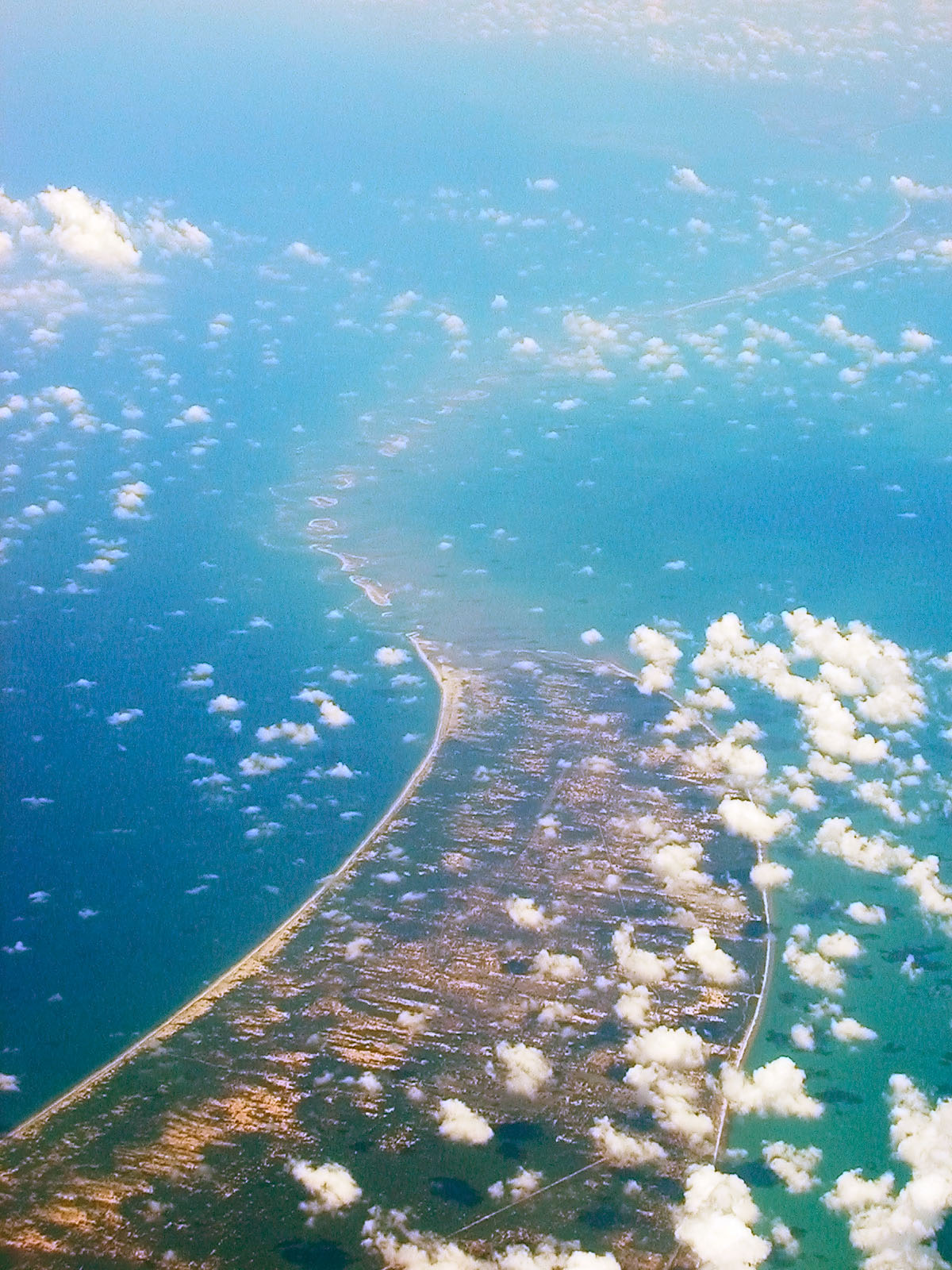
Vista aérea da ponte de Adão